# On appelle ça... le printemps
Pour plus de détails, voir Fiche technique et Distribution.
On appelle ça... le printemps est un film français réalisé par Hervé Le Roux et sorti en 2001.

## Fiche technique
- Titre : On appelle ça... le printemps
- Réalisation : Hervé Le Roux
- Scénario : Hervé Le Roux
- Photographie : Pierre Milon
- Décors : Patrick Durand
- Son : Frédéric Ullma
- Montage : Nadine Tarbouriech
- Production : Agat Films & Cie - Arte France Cinéma - Canal+ - CNC - Cofimage 11 - Gimages 3
- Pays :  France
- Durée : 107 minutes
- Date de sortie : France - 21 mars 2001

## Distribution
- Marie Matheron : Joss
- Pierre Berriau : Paul
- Maryse Cupaiolo : Fanfan
- Bernard Ballet : Claude
- Marilyne Canto : Manu
- Michel Bompoil : Mytch
- Antoine Chappey : Charles